# Liga Mundial de Voleibol de 2007

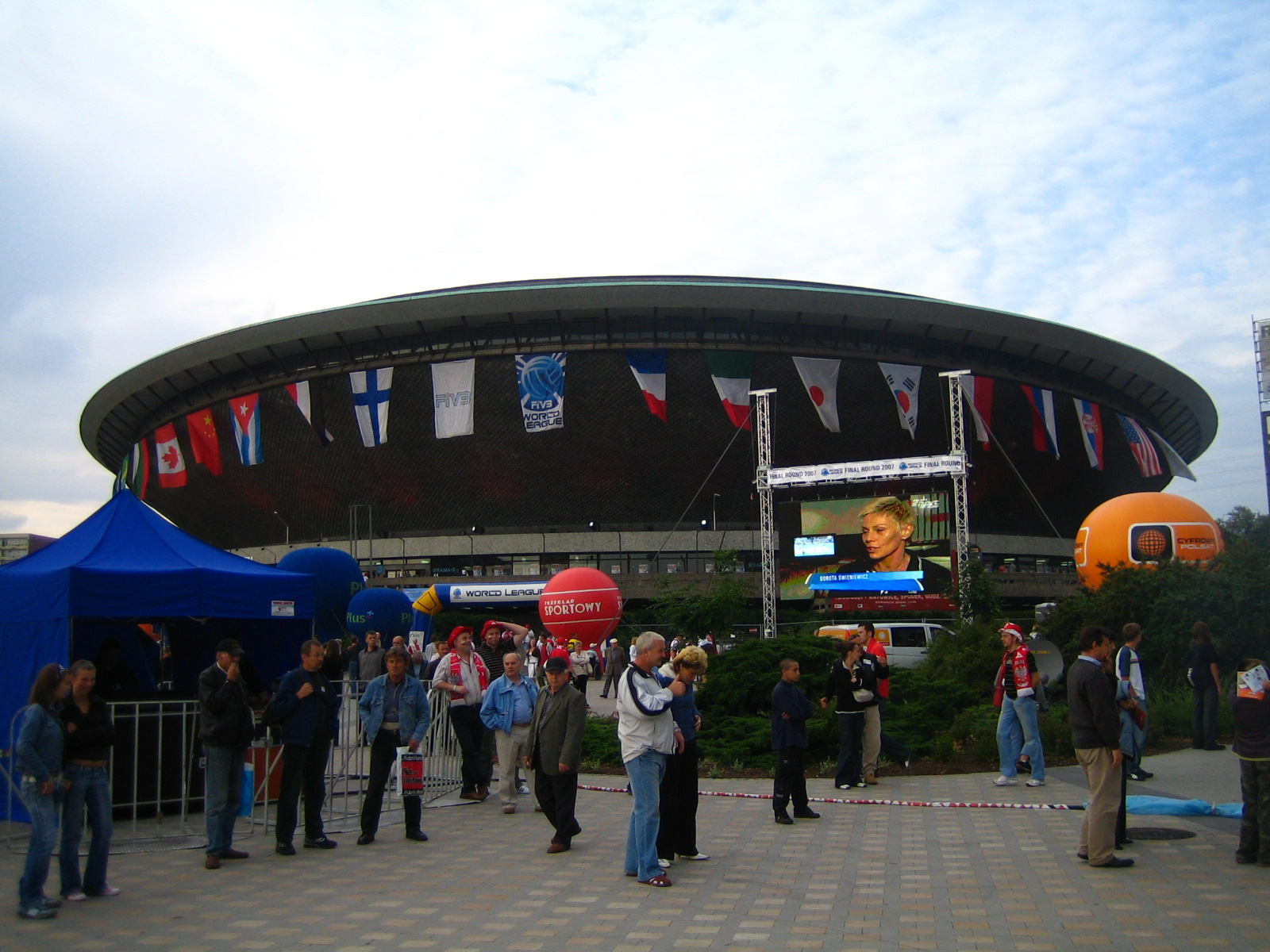
Estadio donde se llevó a cabo la Liga Mundial de Voleibol del 2007.

La XVIII edición de la Liga Mundial de Voleibol fue ganada por Brasil, quedando Rusia en la segunda ubicación y Estados Unidos en la tercera. La Ronda Intercontinental se llevó a cabo entre el 25 de mayo y el 1 de julio. La fase final se llevó a cabo en Katowice, Polonia, entre el 11 y el 15 de julio.

## Grupos
| Grupo A       | Grupo B        | Grupo C | Grupo D   |
| ------------- | -------------- | ------- | --------- |
| Brasil        | Francia        | Rusia   | Bulgaria  |
| Canadá        | Estados Unidos | Cuba    | Argentina |
| Corea del Sur | Japón          | Egipto  | China     |
| Finlandia     | Italia         | Serbia  | Polonia   |

## Ronda Intercontinental

### Grupo A
| Equipo        | PTS | Partidos | Partidos | Partidos | Puntos | Puntos | Puntos | Sets | Sets | Sets  |
| Equipo        | PTS | J        | G        | P        | F      | C      | Pr     | F    | C    | Pr    |
| ------------- | --- | -------- | -------- | -------- | ------ | ------ | ------ | ---- | ---- | ----- |
| Brasil        | 24  | 12       | 12       | 0        | 1.008  | 826    | 1,220  | 36   | 5    | 7,200 |
| Finlandia     | 19  | 12       | 7        | 5        | 1.043  | 1.025  | 1,018  | 24   | 22   | 1,091 |
| Corea del Sur | 15  | 12       | 3        | 9        | 962    | 1.065  | 0,903  | 17   | 28   | 0,607 |
| Canadá        | 14  | 12       | 2        | 10       | 913    | 1.010  | 0.904  | 10   | 32   | 0,313 |

| Fecha y hora | Equipos       | Sets | Sets | Sets | Sets | Sets | Final | Ciudad         | Instalación                           | Público |
| Fecha y hora | Equipos       | 1    | 2    | 3    | 4    | 5    | Final | Ciudad         | Instalación                           | Público |
| ------------ | ------------- | ---- | ---- | ---- | ---- | ---- | ----- | -------------- | ------------------------------------- | ------- |
| 25-may 19.30 | Canadá        | 18   | 25   | 28   | 25   |      | 3     | London Ontario | John Labatt Centre                    | 3.720   |
| 25-may 19.30 | Finlandia     | 25   | 20   | 26   | 18   |      | 1     | London Ontario | John Labatt Centre                    | 3.720   |
| 26-may 14.00 | Canadá        | 25   | 22   | 24   | 19   |      | 3     | London Ontario | John Labatt Centre                    | 4.000   |
| 26-may 14.00 | Finlandia     | 19   | 25   | 26   | 25   |      | 1     | London Ontario | John Labatt Centre                    | 4.000   |
| 26-may 14.00 | Corea del Sur | 17   | 23   | 26   |      |      | 0     | Cheonan        | Yugwansoon Gymnasium                  | 2.250   |
| 26-may 14.00 | Brasil        | 25   | 25   | 25   |      |      | 3     | Cheonan        | Yugwansoon Gymnasium                  | 2.250   |
| 27-may 14.00 | Corea del Sur | 25   | 19   | 29   | 23   | 15   | 2     | Cheonan        | Yugwansoon Gymnasium                  | 3.150   |
| 27-may 14.00 | Brasil        | 23   | 25   | 27   | 25   | 17   | 3     | Cheonan        | Yugwansoon Gymnasium                  | 3.150   |
| 01-jun 9.00  | Brasil        | 25   | 25   | 20   | 25   |      | 3     | Cuiabá         | Ginasio Poliesportivo Aecim Tocantins | 10.500  |
| 01-jun 9.00  | Finlandia     | 17   | 14   | 25   | 19   |      | 1     | Cuiabá         | Ginasio Poliesportivo Aecim Tocantins | 10.500  |
| 02-jun 9.00  | Brasil        | 25   | 25   | 25   |      |      | 3     | Cuiabá         | Ginasio Poliesportivo Aecim Tocantins | 11.000  |
| 02-jun 9.00  | Finlandia     | 15   | 19   | 20   |      |      | 0     | Cuiabá         | Ginasio Poliesportivo Aecim Tocantins | 11.000  |
| 02-jun 14.00 | Corea del Sur | 26   | 26   | 20   | 25   |      | 3     | Jeounju        | Jeonju Indoor Gymnasium               | 5.000   |
| 02-jun 14.00 | Canadá        | 24   | 24   | 25   | 23   |      | 1     | Jeounju        | Jeonju Indoor Gymnasium               | 5.000   |
| 03-jun 14.00 | Corea del Sur | 25   | 25   | 25   |      |      | 3     | Jeounju        | Jeonju Indoor Gymnasium               | 5.000   |
| 03-jun 14.00 | Canadá        | 19   | 23   | 19   |      |      | 0     | Jeounju        | Jeonju Indoor Gymnasium               | 5.000   |
| 08-jun 10.00 | Brasil        | 25   | 25   | 25   |      |      | 3     | São Paulo      | Geraldo JosT de Almeida               | 10.789  |
| 08-jun 10.00 | Corea del Sur | 19   | 16   | 15   |      |      | 0     | São Paulo      | Geraldo JosT de Almeida               | 10.789  |
| 08-jun 18.30 | Finlandia     | 25   | 25   | 25   |      |      | 3     | Lahti          | Lahti Ice Hall                        | 5.000   |
| 08-jun 18.30 | Canadá        | 23   | 15   | 18   |      |      | 0     | Lahti          | Lahti Ice Hall                        | 5.000   |
| 09-jun 10.00 | Brasil        | 25   | 25   | 25   |      |      | 3     | São Paulo      | Geraldo JosT de Almeida               | 10.789  |
| 09-jun 10.00 | Corea del Sur | 22   | 19   | 14   |      |      | 0     | São Paulo      | Geraldo JosT de Almeida               | 10.789  |
| 09-jun 18.30 | Finlandia     | 26   | 24   | 25   | 25   |      | 3     | Lahti          | Lahti Ice Hall                        | 5.300   |
| 09-jun 18.30 | Canadá        | 24   | 26   | 18   | 23   |      | 1     | Lahti          | Lahti Ice Hall                        | 5.300   |
| 15-jun 10.00 | Brasil        | 25   | 25   | 25   |      |      | 3     | Belo Horizonte | Ginasio Poliesportivo Felipe Henriot  | 13.120  |
| 15-jun 10.00 | Canadá        | 21   | 20   | 13   |      |      | 0     | Belo Horizonte | Ginasio Poliesportivo Felipe Henriot  | 13.120  |
| 15-jun 18.30 | Finlandia     | 25   | 26   | 22   | 25   |      | 3     | Turku          | Turkuhalli                            | 2.125   |
| 15-jun 18.30 | Corea del Sur | 22   | 24   | 25   | 19   |      | 1     | Turku          | Turkuhalli                            | 2.125   |
| 16-jun 10.00 | Brasil        | 25   | 25   | 20   | 25   |      | 3     | Belo Horizonte | Ginasio Poliesportivo Felipe Henriot  | 17.628  |
| 16-jun 10.00 | Canadá        | 14   | 25   | 22   | 18   |      | 1     | Belo Horizonte | Ginasio Poliesportivo Felipe Henriot  | 17.628  |
| 15-jun 18.30 | Finlandia     | 22   | 26   | 25   | 25   |      | 3     | Turku          | Turkuhalli                            | 1.870   |
| 15-jun 18.30 | Corea del Sur | 25   | 19   | 22   | 17   |      | 1     | Turku          | Turkuhalli                            | 1.870   |
| 23-jun 14.00 | Corea del Sur | 16   | 19   | 26   | 14   |      | 1     | Yangsan        | Yangsan Indoor Gymnasium              | 5.400   |
| 23-jun 14.00 | Finlandia     | 25   | 25   | 24   | 25   |      | 3     | Yangsan        | Yangsan Indoor Gymnasium              | 5.400   |
| 22-jun 19.30 | Canadá        | 18   | 23   | 21   |      |      | 0     | Mississauga    | Hershey Centre                        | 5.206   |
| 22-jun 19.30 | Brasil        | 25   | 25   | 25   |      |      | 3     | Mississauga    | Hershey Centre                        | 5.206   |
| 24-jun 14.00 | Corea del Sur | 25   | 20   | 25   | 19   | 12   | 2     | Yangsan        | Yangsan Indoor Gymnasium              | 5.100   |
| 24-jun 14.00 | Finlandia     | 21   | 25   | 22   | 25   | 15   | 3     | Yangsan        | Yangsan Indoor Gymnasium              | 5.100   |
| 23-jun 19.30 | Canadá        | 23   | 22   | 22   |      |      | 0     | Mississauga    | Hershey Centre                        | 5.153   |
| 23-jun 19.30 | Brasil        | 25   | 25   | 25   |      |      | 3     | Mississauga    | Hershey Centre                        | 5.153   |
| 29-jun 18.30 | Finlandia     | 21   | 22   | 23   |      |      | 0     | Espoo          | LSnsiAuto Areena                      | 4.695   |
| 29-jun 18.30 | Brasil        | 25   | 25   | 25   |      |      | 3     | Espoo          | LSnsiAuto Areena                      | 4.695   |
| 29-jun 19.30 | Canadá        | 25   | 21   | 25   | 25   |      | 3     | Winnipeg       | MTS Centre                            | 3.239   |
| 29-jun 19.30 | Corea del Sur | 19   | 25   | 21   | 19   |      | 1     | Winnipeg       | MTS Centre                            | 3.239   |
| 30-jun 14.30 | Canadá        | 20   | 22   | 23   |      |      | 0     | Winnipeg       | MTS Centre                            | 2.931   |
| 30-jun 14.30 | Corea del Sur | 25   | 25   | 25   |      |      | 3     | Winnipeg       | MTS Centre                            | 2.931   |
| 30-jun 19.30 | Finlandia     | 20   | 25   | 21   | 21   |      | 1     | Espoo          | LSnsiAuto Areena                      | 3.720   |
| 30-jun 19.30 | Brasil        | 25   | 23   | 25   | 25   |      | 3     | Espoo          | LSnsiAuto Areena                      | 3.720   |

- Todos los horarios son locales

### Grupo B
| Equipo         | PTS | Partidos | Partidos | Partidos | Puntos | Puntos | Puntos | Sets | Sets | Sets  |
| Equipo         | PTS | J        | G        | P        | F      | C      | Pr     | F    | C    | Pr    |
| -------------- | --- | -------- | -------- | -------- | ------ | ------ | ------ | ---- | ---- | ----- |
| Estados Unidos | 22  | 12       | 10       | 2        | 1.100  | 1.003  | 1,107  | 33   | 12   | 2,750 |
| Francia        | 19  | 12       | 7        | 5        | 1.156  | 1.125  | 1,028  | 28   | 23   | 1,217 |
| Italia         | 16  | 12       | 4        | 8        | 1.097  | 1.152  | 0,952  | 19   | 30   | 0,633 |
| Japón          | 15  | 12       | 3        | 9        | 1.048  | 1.131  | 0.927  | 17   | 32   | 0,531 |

| Fecha y hora | Equipos        | Sets | Sets | Sets | Sets | Sets | Final | Ciudad      | Instalación                           | Público |
| Fecha y hora | Equipos        | 1    | 2    | 3    | 4    | 5    | Final | Ciudad      | Instalación                           | Público |
| ------------ | -------------- | ---- | ---- | ---- | ---- | ---- | ----- | ----------- | ------------------------------------- | ------- |
| 26-may 19.00 | Estados Unidos | 25   | 19   | 17   | 26   | 13   | 2     | Portland    | Earle A. & Virginaia H. Chiles Center | 2.350   |
| 26-may 19.00 | Francia        | 13   | 25   | 25   | 24   | 15   | 3     | Portland    | Earle A. & Virginaia H. Chiles Center | 2.350   |
| 27-may 17.00 | Estados Unidos | 25   | 25   | 22   | 25   |      | 3     | Portland    | Earle A. & Virginaia H. Chiles Center | 1.640   |
| 27-may 17.00 | Francia        | 22   | 22   | 25   | 20   |      | 1     | Portland    | Earle A. & Virginaia H. Chiles Center | 1.640   |
| 01-jun 19.00 | Estados Unidos | 25   | 23   | 27   | 25   |      | 3     | Green Bay   | Resch Center                          | 1.885   |
| 01-jun 19.00 | Japón          | 17   | 25   | 25   | 19   |      | 1     | Green Bay   | Resch Center                          | 1.885   |
| 01-jun 20.00 | Italia         | 25   | 25   | 22   | 15   | 17   | 3     | Florencia   | Nelson Mandela Forum                  | 6.300   |
| 01-jun 20.00 | Francia        | 20   | 20   | 25   | 25   | 15   | 2     | Florencia   | Nelson Mandela Forum                  | 6.300   |
| 02-jun 19.00 | Estados Unidos | 20   | 25   | 25   | 25   |      | 3     | Green Bay   | Resch Center                          | 1.760   |
| 02-jun 19.00 | Japón          | 25   | 22   | 22   | 18   |      | 1     | Green Bay   | Resch Center                          | 1.760   |
| 03-jun 19.00 | Italia         | 20   | 23   | 26   |      |      | 0     | Livorno     | PalaAlgida                            | 6.236   |
| 03-jun 19.00 | Francia        | 25   | 25   | 28   |      |      | 3     | Livorno     | PalaAlgida                            | 6.236   |
| 08-jun 21.15 | Francia        | 25   | 19   | 38   | 25   |      | 3     | Lyon        | Palais des Sports de Gerland          | 3.422   |
| 08-jun 21.15 | Estados Unidos | 22   | 25   | 36   | 18   |      | 1     | Lyon        | Palais des Sports de Gerland          | 3.422   |
| 09-jun 15.00 | Japón          | 25   | 18   | 20   | 21   |      | 1     | Komaki      | Park Arena Komaki                     | 4.300   |
| 09-jun 15.00 | Italia         | 17   | 25   | 25   | 25   |      | 3     | Komaki      | Park Arena Komaki                     | 4.300   |
| 09-jun 20.00 | Francia        | 25   | 27   | 23   | 21   |      | 1     | Lyon        | Palais des Sports de Gerland          | 3.207   |
| 09-jun 20.00 | Estados Unidos | 22   | 29   | 25   | 25   |      | 3     | Lyon        | Palais des Sports de Gerland          | 3.207   |
| 10-jun 14.00 | Japón          | 26   | 25   | 22   | 31   | 15   | 3     | Komaki      | Park Arena Komaki                     | 4.820   |
| 10-jun 14.00 | Italia         | 24   | 22   | 25   | 33   | 13   | 2     | Komaki      | Park Arena Komaki                     | 4.820   |
| 15-jun 19.00 | Estados Unidos | 25   | 25   | 25   | 29   |      | 3     | Chicago     | Convocation Center                    | 3.020   |
| 15-jun 19.00 | Italia         | 21   | 21   | 27   | 27   |      | 1     | Chicago     | Convocation Center                    | 3.020   |
| 16-jun 17.00 | Estados Unidos | 25   | 30   | 25   |      |      | 3     | Chicago     | Convocation Center                    | 3.720   |
| 16-jun 17.00 | Italia         | 19   | 28   | 23   |      |      | 0     | Chicago     | Convocation Center                    | 3.720   |
| 16-jun 20.00 | Francia        | 25   | 25   | 25   |      |      | 3     | Estrasburgo | Hall Rhenus                           | 2.682   |
| 16-jun 20.00 | Japón          | 19   | 22   | 20   |      |      | 0     | Estrasburgo | Hall Rhenus                           | 2.682   |
| 17-jun 20.00 | Francia        | 25   | 25   | 22   | 20   | 15   | 3     | Estrasburgo | Hall Rhenus                           | 2.245   |
| 17-jun 20.00 | Japón          | 13   | 19   | 25   | 25   | 12   | 2     | Estrasburgo | Hall Rhenus                           | 2.245   |
| 22-jun 20.45 | Francia        | 25   | 18   | 19   | 25   | 17   | 2     | París       | Palais des Sports de Paris-Bercy      | 9.910   |
| 22-jun 20.45 | Italia         | 23   | 25   | 25   | 23   | 19   | 3     | París       | Palais des Sports de Paris-Bercy      | 9.910   |
| 17-jun 20.00 | Japón          | 17   | 23   | 15   |      |      | 0     | Kumamoto    | Kumamoto Prefectural Gymnasium        | 5.000   |
| 17-jun 20.00 | Estados Unidos | 25   | 25   | 25   |      |      | 3     | Kumamoto    | Kumamoto Prefectural Gymnasium        | 5.000   |
| 23-jun 20.30 | Francia        | 25   | 25   | 25   | 25   |      | 3     | París       | Palais des Sports de Paris-Bercy      | 9.260   |
| 23-jun 20.30 | Italia         | 23   | 20   | 27   | 24   |      | 1     | París       | Palais des Sports de Paris-Bercy      | 9.260   |
| 24-jun 14.00 | Japón          | 23   | 22   | 22   |      |      | 0     | Kumamoto    | Kumamoto Prefectural Gymnasium        | 5.000   |
| 24-jun 14.00 | Estados Unidos | 25   | 25   | 25   |      |      | 3     | Kumamoto    | Kumamoto Prefectural Gymnasium        | 5.000   |
| 29-jun 20.00 | Italia         | 18   | 25   | 16   | 29   |      | 1     | Nápoles     | PalaBarbuto                           | 4.250   |
| 29-jun 20.00 | Estados Unidos | 25   | 23   | 25   | 31   |      | 3     | Nápoles     | PalaBarbuto                           | 4.250   |
| 30-jun 14.00 | Japón          | 26   | 25   | 19   | 24   | 11   | 2     | Tokio       | Tokyo Metropolitan Gymnasium          | 6.300   |
| 30-jun 14.00 | Francia        | 24   | 19   | 25   | 26   | 15   | 3     | Tokio       | Tokyo Metropolitan Gymnasium          | 6.300   |
| 01-jul 14.00 | Japón          | 19   | 25   | 25   | 25   |      | 3     | Tokio       | Tokyo Metropolitan Gymnasium          | 7.500   |
| 01-jul 14.00 | Francia        | 25   | 20   | 19   | 20   |      | 1     | Tokio       | Tokyo Metropolitan Gymnasium          | 7.500   |
| 01-jul 17.00 | Italia         | 26   | 21   | 13   |      |      | 0     | Avellino    | Pala Del Mauro                        | 4.150   |
| 01-jul 17.00 | Estados Unidos | 25   | 25   | 25   |      |      | 3     | Avellino    | Pala Del Mauro                        | 4.150   |
| 06-jul 20.00 | Italia         | 21   | 21   | 25   | 25   | 11   | 2     | Mantova     | PalaBam                               | 4.150   |
| 06-jul 20.00 | Japón          | 25   | 25   | 19   | 23   | 23   | 3     | Mantova     | PalaBam                               | 4.150   |
| 01-jul 17.00 | Italia         | 25   | 27   | 22   | 27   |      | 3     | Monza       | PalaCandy                             | 3.900   |
| 01-jul 17.00 | Japón          | 21   | 25   | 25   | 18   |      | 1     | Monza       | PalaCandy                             | 3.900   |

- Todos los horarios son locales

### Grupo C
| Equipo | PTS | Partidos | Partidos | Partidos | Puntos | Puntos | Puntos | Sets | Sets | Sets  |
| Equipo | PTS | J        | G        | P        | F      | C      | Pr     | F    | C    | Pr    |
| ------ | --- | -------- | -------- | -------- | ------ | ------ | ------ | ---- | ---- | ----- |
| Rusia  | 22  | 12       | 10       | 2        | 1'022  | 898    | 1.138  | 31   | 10   | 3,100 |
| Cuba   | 19  | 12       | 7        | 5        | 1'047  | 990    | 1.058  | 26   | 19   | 1.368 |
| Serbia | 19  | 12       | 7        | 5        | 968    | 977    | 0.991  | 24   | 18   | 1.333 |
| Egipto | 12  | 12       | 0        | 12       | 796    | 968    | 0.822  | 2    | 36   | 0.056 |

| Fecha y hora | Equipos | Sets | Sets | Sets | Sets | Sets | Final | Ciudad    | Instalación            | Público |
| Fecha y hora | Equipos | 1    | 2    | 3    | 4    | 5    | Final | Ciudad    | Instalación            | Público |
| ------------ | ------- | ---- | ---- | ---- | ---- | ---- | ----- | --------- | ---------------------- | ------- |
| 25-may 20.40 | Cuba    | 25   | 25   | 22   | 25   |      | 3     | La Habana | Ciudad Deportiva       | 3.100   |
| 25-may 20.40 | Egipto  | 17   | 20   | 25   | 21   |      | 1     | La Habana | Ciudad Deportiva       | 3.100   |
| 26-may 18.00 | Rusia   | 29   | 25   | 25   |      |      | 3     | Moscú     | Krylatskoye            | 3.157   |
| 26-may 18.00 | Serbia  | 27   | 14   | 21   |      |      | 0     | Moscú     | Krylatskoye            | 3.157   |
| 26-may 20.40 | Cuba    | 25   | 25   | 25   |      |      | 3     | La Habana | Ciudad Deportiva       | 2.700   |
| 26-may 20.40 | Egipto  | 18   | 22   | 19   |      |      | 0     | La Habana | Ciudad Deportiva       | 2.700   |
| 27-may 18.00 | Rusia   | 25   | 25   | 21   | 30   |      | 3     | Moscú     | Krylatskoye            | 2.131   |
| 27-may 18.00 | Serbia  | 21   | 23   | 25   | 28   |      | 1     | Moscú     | Krylatskoye            | 2.131   |
| 01-jun 20.00 | Serbia  | 25   | 25   | 32   |      |      | 3     | Vršac     | SC Millennium          | 2.180   |
| 01-jun 20.00 | Egipto  | 23   | 19   | 30   |      |      | 0     | Vršac     | SC Millennium          | 2.180   |
| 01-jun 20.40 | Cuba    | 25   | 23   | 15   | 25   | 13   | 2     | La Habana | Ciudad Deportiva       | 7.790   |
| 01-jun 20.40 | Rusia   | 24   | 25   | 25   | 20   | 15   | 3     | La Habana | Ciudad Deportiva       | 7.790   |
| 02-jun 20.00 | Serbia  | 28   | 25   | 25   |      |      | 3     | Novi Sad  | SPC Vojvodina          | 1.200   |
| 02-jun 20.00 | Egipto  | 26   | 20   | 22   |      |      | 0     | Novi Sad  | SPC Vojvodina          | 1.200   |
| 02-jun 20.40 | Cuba    | 27   | 25   | 21   | 30   |      | 3     | La Habana | Ciudad Deportiva       | 11.200  |
| 02-jun 20.40 | Rusia   | 25   | 19   | 25   | 28   |      | 1     | La Habana | Ciudad Deportiva       | 11.200  |
| 08-jun 20.00 | Egipto  | 15   | 34   | 19   |      |      | 0     | El Cairo  | Stadium Complex Hall 1 | 9.870   |
| 08-jun 20.00 | Rusia   | 25   | 34   | 25   |      |      | 3     | El Cairo  | Stadium Complex Hall 1 | 9.870   |
| 08-jun 20.40 | Cuba    | 25   | 22   | 28   | 25   | 15   | 3     | La Habana | Ciudad Deportiva       | 15.000  |
| 08-jun 20.40 | Serbia  | 19   | 25   | 30   | 17   | 12   | 2     | La Habana | Ciudad Deportiva       | 15.000  |
| 09-jun 20.40 | Cuba    | 23   | 23   | 32   | 21   |      | 1     | La Habana | Ciudad Deportiva       | 15.000  |
| 09-jun 20.40 | Serbia  | 25   | 25   | 30   | 25   |      | 3     | La Habana | Ciudad Deportiva       | 15.000  |
| 10-jun 20.00 | Egipto  | 19   | 22   | 22   |      |      | 0     | El Cairo  | Stadium Complex Hall 1 | 11.230  |
| 10-jun 20.00 | Rusia   | 25   | 25   | 25   |      |      | 3     | El Cairo  | Stadium Complex Hall 1 | 11.230  |